# Unione Siciliana
L'Unione Siciliana (spesso erroneamente chiamata Unione Siciliane), in seguito ribattezzata come Italian-American National Union, era un'organizzazione fraterna siculo-americana (e successivamente italo-americana) che alla fine si diceva di aver controllato gran parte del voto americano italiano entro gli Stati Uniti durante il primo Novecento.

## Storia
L'organizzazione sarebbe una delle principali fonti di conflitto della malavita che, attraverso una serie di presidenti fantoccio in gran parte controllati dalla Chicago Outfit, lottò per controllare l'organizzazione molto influente durante il proibizionismo. L'organizzazione è stata attiva dal 1895 al 1940, quando non aveva molti membri, ed è stata sciolta nel 1941.

## Presidenti
- 1919-1921: Anthony D'Andrea (ucciso l'11 maggio 1921)
- 1921-1924: Mike Merlo (morto di cancro l'8 novembre 1924)
- 1924-1925: Angelo Gennaro (ucciso il 27 maggio 1925)
- 1925: Samuzzo Amatuna (ucciso il 13 novembre 1925)
- 1925-1928: Antonino Lombardo (ucciso il 7 settembre 1928)
- 1928-1929: Pasquale Lolordo (ucciso l'8 gennaio 1929)
- 1929: Giuseppe Guinta (ucciso il 7 maggio 1929)
- 1929-1930: Joe Aiello (ucciso il 23 ottobre 1930)
- 1930-1934: Agostino Loverdo (rimosso dall'incarico)
- 1934-1941: Philip D'Andrea (scioglimento dell'organizzazione)